# Keltský tygr

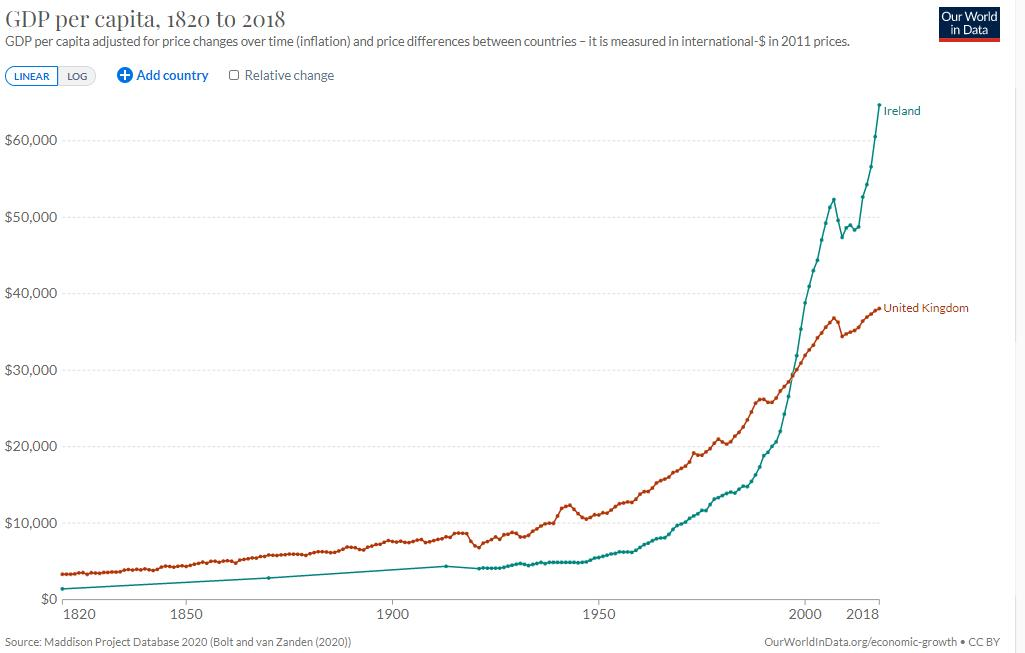
Historický vývoj HDP na obyvatele Irska a Spojeného království

Keltský tygr (irsky An Tíogar Ceilteach) je oblíbený publicistický termín popisující rozmach irské ekonomiky od poloviny 90. let 20. století do roku 2008, který se vyznačoval rychlým růstem hrubého domácího produktu (HDP) poháněného přímými zahraničními investicemi.
Ještě na začátku 90. let bylo Irsko na západoevropské poměry relativně chudá země s vysokou nezaměstnaností, inflací a nízkým ekonomickým růstem. Irská ekonomika však expandovala v letech 1995 až 2000 průměrným tempem 9,4 % ročně (s vrcholem 11,5 %) a pokračovala v růstu průměrným tempem 5,9 % během následující dekády až do roku 2008. Boom byl utlumen prasknutím nemovitostní bubliny, k níž došlo v souvislosti s globální krizí roku 2008. HDP Irska se následně snížil o 14 % a míra nezaměstnanosti vzrostla do roku 2011 na 14 %. Hospodářská a finanční krize trvala do roku 2014. Rok 2015 s tempem růstu 6,7 % znamenal začátek nového období silného ekonomického rozmachu, pro nějž se už ovšem pojem keltský tygr obvykle neužívá a je vyhrazen 90. letům, případně období do roku 2008. Rychlý ekonomický růst Irska v té době byl vnímán jako vzácný příklad situace, kdy i západoevropská země dokázala růst stejným tempem jako tzv. asijští tygři. Odtud i pojem keltský tygr. Irská tempa růstu v 90. letech byla v západní Evropě k vidění naposledy v 50. a 60. letech 20. století. Během "tygřího" období irské HDP na hlavu dramaticky vzrostlo a překonalo všechny státy v západní Evropě kromě Lucemburska. Přestože mnozí upozorňují, že HDP na hlavu neměří životní úroveň, je z jiných indikátorů prokazatelné, že i ta se v Irsku minimálně dorovnala ostatním západoevropským zemím.
Obvykle se za hlavní příčinu ekonomického zázraku uvádí skutečnost, že americké technologické korporace jako Intel, Dell či Microsoft (a později Google či Facebook) si v Irsku vytvořily svou základnu pro Evropu, v důsledku jazykové blízkosti, nízkého zdanění (daň z příjmu právnických osob se v 90. letech pohybovala mezi 10 až 12,5 %), relativně nižších mezd (oproti jiným zemím západní Evropy), štědrých investičních pobídek irského Úřadu pro průmyslový rozvoj, radikální deregulační politiky, politické stability zplozené Velkopáteční dohodou a dostupnosti technicky zdatné pracovní síly. Vedle toho se hovoří o pozitivních důsledcích členství v Evropské unii, které zemi poskytlo lukrativní přístup na trhy, na které se dříve dostala pouze přes Spojené království. Od vstupu do EU v roce 1973 Irsko obdrželo více než 17 miliard eur ze strukturálních fondů a Fondu soudržnosti EU. Ty byly investovány zejména do vzdělávacího systému a budování infrastruktury. O podílu těchto dotací na růstu 90. let ale vedou ekonomové spory, konzervativní a neoliberální ekonomové ho obvykle popírají. Levicovější ekonomové naopak zdůrazňují, že vysoký podíl těchto dotací, které mířily do vzdělávání, poskytly Irsku klíčovou výhodu: vzdělanou a kompetentní pracovní sílu. Právě to mělo rozhodnout o tom, že se základnou technologických firem nestala v 90. letech východní Evropa, která v té době nabízela ještě levnější pracovní sílu a ještě více neoliberální prostředí, nebo Portugalsko a Španělsko, které dotace EU využívalo jinak. Oponenti tohoto názoru však argumentují, že rozhodující pro americké investory 90. let byl více než cokoli jiného společný jazyk (angličtina je v Irsku jasně hlavním jazykem, ačkoli pokusy o vzkříšení irštiny se stále vracejí). K alternativním výkladům irského rozmachu patří například demografická teorie, která ho dává do souvislosti s poklesem porodnosti, a tedy přílivem statisíců žen na pracovní trh.
Kritika keltského tygra se obvykle soustřeďovala na to, že růst Irska založený na sídlech velkých globálních firem je iluzí (podobnou, jako když hlavní město země vykazuje vysoké HDP, protože v něm sídlí hlavní firmy země), na kritiku efektu daňového ráje (který nedokáže růst proměňovat v kvalitu života velkých skupin občanů), nebo na kritiku deregulace finančního trhu, jež umožnila řadu podvodů a neodpovědného chování bank zejména v oblasti nemovitostního trhu - The New York Times v roce 2005 popsal Irsko jako „Divoký západ evropských financí“.
Tygří éra změnila Irsko i sociálně. Příliv migrantů vysoce převýšil tradiční irskou emigraci a počet obyvatel začal růst. Zjevně také poklesla tradiční katolická konzervativnost irské společnosti, čehož symptomem bylo například referendem potvrzené umožnění potratů v roce 2018.